# لارس ميرا
لارس ميرا (بالفنلندية: Lars Myra)‏ هو رسام فنلندي، ولد في القرن السابع عشر، وتوفي في 1712.